# Claudia Leitte

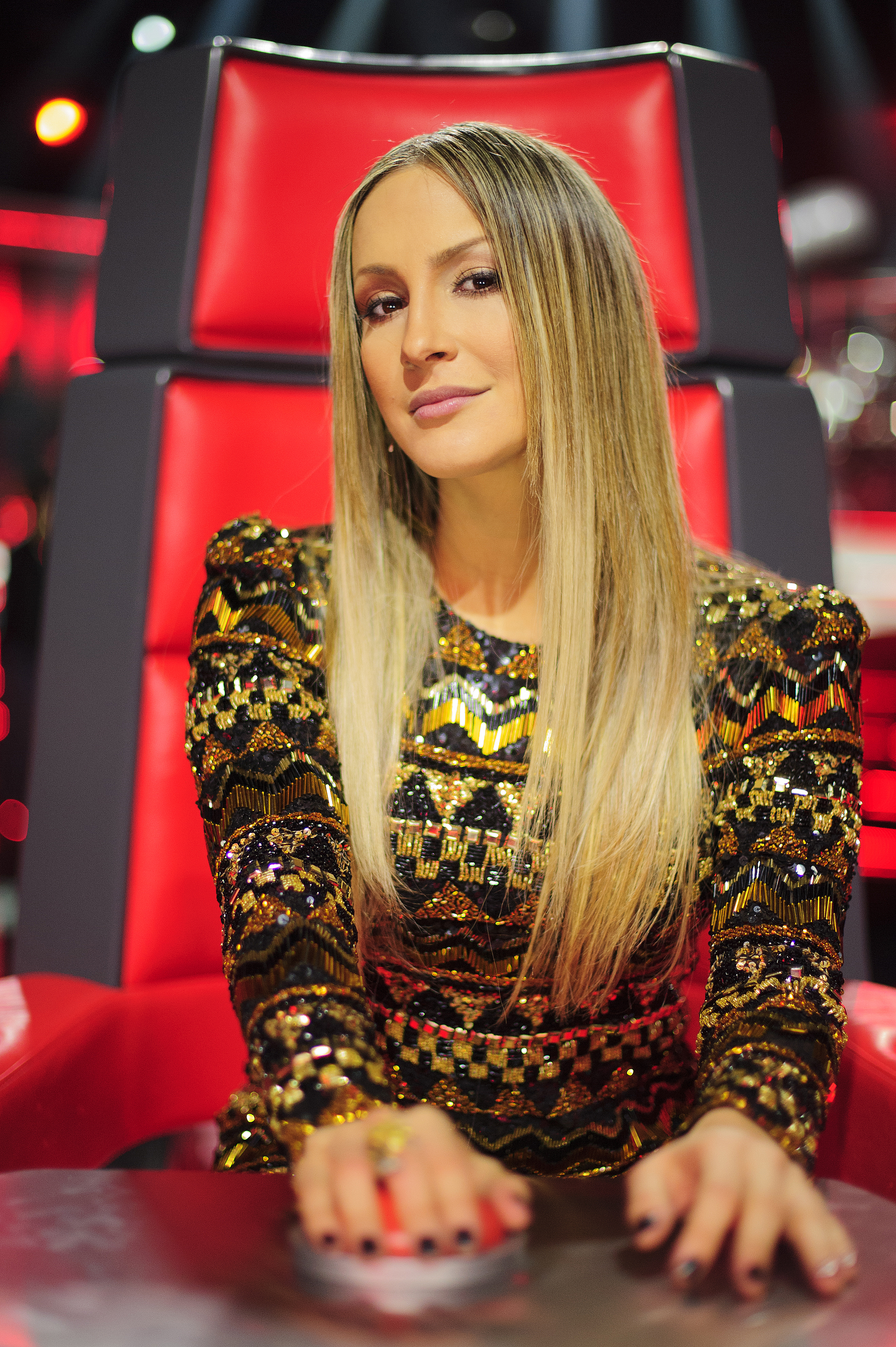
Claudia Leitte bij The Voice Brasil

Cláudia Cristina Leite Inácio Pedreira (São Gonçalo (Rio de Janeiro), 10 juli 1980) is een Braziliaans zangeres die optreedt onder de naam CCLIP.
Leitte was van 2001 tot 2008 zangeres van de groep Babado Novo. In 2010 verscheen haar eerste studio-album As Máscaras. Ook bracht ze drie live-albums uit. Sinds 2012 is ze een van de coaches van de Braziliaanse versie van The Voice.
Op 8 april 2014 bracht Claudia Leitte samen met Pitbull en Jennifer Lopez het nummer We are one (Ole Ola) uit. Het is het officiële nummer van het Wereldkampioenschap voetbal 2014.
In het nummer zingt ze in tegenstelling tot Pitbull en Jennifer Lopez in het Portugees. Ze trad ook op bij de openingsceremonie van het WK 2014 in Brazilië.

## Discografie
| Single met eventuele hitnotering(en) in de Nederlandse Top 40 | Datum van verschijnen | Datum van binnenkomst | Hoogste positie | Aantal weken | Opmerkingen                                                                      |
| ------------------------------------------------------------- | --------------------- | --------------------- | --------------- | ------------ | -------------------------------------------------------------------------------- |
| We Are One (Ole Ola)                                          | 08-04-2014            | 14-06-2014            | 10              | 11           | met Pitbull & Jennifer Lopez / Themanummer WK 2014 / Nr. 86 in de Single Top 100 |

| Single met hitnotering(en) in de Vlaamse Ultratop 50 | Datum van verschijnen | Datum van binnenkomst | Hoogste positie | Aantal weken | Opmerkingen                                                                      |
| ---------------------------------------------------- | --------------------- | --------------------- | --------------- | ------------ | -------------------------------------------------------------------------------- |
| We Are One (Ole Ola)                                 | 08-04-2014            | 19-04-2014            | 12              | 9*           | met Pitbull & Jennifer Lopez / Themanummer WK 2014 / Nr. 26 in de Radio 2 Top 30 |